# Beda i okrutnost
Beda i okrutnost je epizoda Dilan Doga objavljena u Srbiji premijerno u svesci br. 145. u izdanju Veselog četvrtka. Sveska je objavljena 21.03.2019. Koštala je 270 din (2,27 €; 2,65 $). Imala je 94 strane.

## Originalna epizoda
Originalna epizoda pod nazivom Miseria e crudelta objavljena je premijerno u br. 354. regularne edicije Dilana Doga u Italiji u izdanju Bonelija. Izašla je 26.02.2016. Epizodu je nacrtao Điđi Simeoni, a scenario napisao EmilioTancilo. Naslovnu stranu nacrtao Anđelo Stano. Koštala je 3,5 €.

## Kratak sadržaj
Karpenter i Ranja Rakim rade na seriji misterioznih ubistava. Žrtve su klošari i beskućnici, koje ubica dodatno ponižava činom mučenja pre ubistva. Prilikom autopsije, policija kod svake žrtve pronalazi vredan nakit.
Ranija kod jedne žrtve pronalazi dragocen prsten sa rubinom od pet karata na kome je izbrisan tekst za koji se kasnije ustanovljava da glasi Paupertas Malum (Siromaštvo je zlo.) Dila potom otkriva blogera čiji naziv bloga glasi Satrepaup Mulam što je ispremeštan latinski loga sa prstena. Policija saznaje da se radi o Ričardu Sineru. Ona hapsi g. Sinera koji na svom blogu opravdava ovakve činove ubistva. Saznaju da je Siner (aka Riki Rič) veoma aktivan na Internetu i da, pored bloga, uređuje i FB stranicu koja veliča rasizam.
Za to vreme, Dilana posećuje Bili sa još jednim beskućnikom prijateljem. Oni mu pričaju o “Duhu iz uličica” koji ubija njihove prijatelje na ulici. Dilan i Gručo se preoblače u klošare i kreću da istražuju stanje na terenu. U sukobu sa ostalim beskućnicima, Dilan jedva uspeva da sačuva svoje cipele, koje svaki beskućnik s kojim se skuobio pokušava da mu otme. Na auto-otpadu, Bili spašava Dilana od sigurne osvete beskućnika. Oni mu objašnjavaju detalja o poslednjem susretu s “duhom”.

## Značaj epizode
Epizoda otvara pitanje klasnih odnosa u Velikoj Britaniji. Glavna tema je nadmenost i prezir pripadnika više klase prema beskućnicima. Ubice su pripadnici više klase koji kroz praksu žele da pokažu svoj stav prema siromaštvu. Druga temaje sposobnost pripadnika više klase da ostvare svoje ciljeve mimo pravila. Kada se u svratištu za beskućnike pomene kako je milioner Artur Henings umro od bolesti koja ne bira koga će da zadesi, Dilan kaže da je to tačno, ali da se siromašni ljudi lošije leče.
Grupa Omega End sastojala se od četvorice studenata bogatih roditelja. Karakterisale su ih upotreba "teških droga i draž prestupa, kao i prirodna sklonost okrutnosti". Njihov zaštitni znak bio je prsten sa latinskom izrekom - Siromaštvo je zlo.

### Inspiracija realnim događajima
"Duh iz uličice" kao serijski ubica aludira na Džeka Trboseka, koji je već bio inspiracija za neke ranije epizode Dilan Doga (Vidi DD-3 Džek Trbosek). Međutim, u ovoj epizodi ubice su bogati ljudi koji izražavaju prezir prema siromašnima i beskućnicima, dok je identitet Džeka Trboseka i dalje nepoznat. (Poslednja istraživanja identifikuju lokalnog berberina koji je u vreme ubistava imao 23. godine.)

### Inspiracija filmom
Scene grupe Omega End (str. 82-3) ukazuju na inspiraciju filmom Stenlija Kjubrika Paklena pomorandža (1971).

### Inspiracija rok muzikom
Dok policija istražuje stan Džordža Sinera sa radija se čuje Sympathy for the Devil Rolling Stonsa.

## Odnos Dilana i Ranije Rakim
Odnos između Dilan i Ranije se dalje razvija. (Vidi brojeve 130. i 135). Ovoga puta Dilan pokušava da se približi Raniji, što ona ne isključuje, ali mu na kraju epizode poručuje da vreme treba da učini svoje.

## Prethodna i naredna epizoda
Prethodna epizoda nosila je naziv Lovac na veštice. (br. 144). Naredna epizoda nosi naslov Čovek tvojih snova. (br. 146).